# H-Craft Championship
H-Craft Championship — науково-фантастичні перегони, розроблені двома людьми з незалежної ігрової студії Irrgheist, розташованої у Тюбінгені, Німеччина. Гру було зібрано з використанням вільного графічного рушія Irrlicht для Windows, Linux та Android. У 2007 році гру було випущено у цифровій дистрибуції на міжнародному рівні Manifesto Games та російську версію Акеллою. У 2014 році, після тривалого простою, розробники випустили гру як безплатну. 25 лютого 2015 гру було видано як відкриту під ліцензією zlib.

## Ігровий процес
У грі представлено різноманітні боліди на повітряній подушці, які змагаються у швидкості на автостраді в небі, що означає те, що важливу частину гри займає вміння втриматися на трасі, не впавши. Гра має кілька режимів: «Чемпіонат» (англ. Championship) є однокористувацькою кампанією, тоді як «Суперник» (англ. Rival) дозволяє багатокористувацьку гру з кількістю гравців до чотирьох. Крім того, гра також має режими «Аркада» (англ. Arcade) й «Атака часу» (англ. Time Attack).

## Сприймання
Попри маловідомість, відгуки щодо гри в цілому позитивні. Гру оцінили за її графіку, заявляючи, що вона була видатним досягненням як для незалежної гри. AllForLinux включила його до свого списку найкращих ігор для Linux, а LinuxLinks — до списку «42 найкращих комерційних ігор для Linux». Гра також отримала чотири з п'яти зірок на The Linux Game Tome.